# Quercus macvaughii
Quercus macvaughii är en bokväxtart som beskrevs av Richard William Spellenberg. Quercus macvaughii ingår i släktet ekar, och familjen bokväxter. Inga underarter finns listade.